# Kabaret Wagabunda
Kabaret Wagabunda – polski kabaret literacko-artystyczny działający w latach 1956-1968. Założycielką (wraz z Karolem Szpalskim i Kazimierzem Pawłowskim), reżyserem i kierownikiem artystycznym była aktorka Lidia Wysocka, ona też prowadziła kabaret przez ponad 10 lat, występując jednocześnie na jego scenie (piosenki, skecze, monologi). 
Kabaret występował w Polsce i za granicą – między innymi w Stanach Zjednoczonych i Kanadzie (1957, 1958), Wielkiej Brytanii (1965), Izraelu (1963), Czechosłowacji (1956) i ZSRR (1968); przejechał łącznie ok. 600 000 km, sprzedano łącznie ponad 2 000 000 biletów.

## Artyści
Obok wieloletniej kierowniczki artystycznej i aktorki (Lidii Wysockiej) przez kabaret w ciągu jedenastu lat działalności przewinęło się wielu aktorów, autorów tekstów, muzyków; między innymi:
- Maria Koterbska[2]
- Adolf Dymsza
- Edward Dziewoński
- Jacek Fedorowicz
- Bogumił Kobiela
- Wiesław Michnikowski
- Stanisław Tym
- Jeremi Przybora
- Marian Załucki
- Mieczysław Wojnicki
- Tadeusz Chyła
- Janusz Osęka
- Mariusz Gorczyński
- Mieczysław Czechowicz
- Jan Świąć
- Mieczysław Friedel
- Danuta Kwapiszewska
- Zdzisław Leśniak
- Józefina Pellegrini
- Kazimierz Rudzki
- Igor Śmiałowski
- Andrzej Tomecki
- Stanisław Wyszyński
- Jerzy Złotnicki
- Zbigniew Cybulski

Teksty wykonywanych monologów i skeczy wyszły spod piór tak znanych autorów jak Julian Tuwim, Stefania Grodzieńska, Jan Brzechwa, Ryszard Marek Groński. Wszystkie programy "Wagabundy" powstawały w Zakopanem, a ich premiery miały miejsce w sali teatralnej hotelu "Morskie Oko".
Kierownikiem organizacyjnym był Wojciech Furman. Kierownictwo zespołu muzycznego sprawował Wiktor Kolankowski, a od 1961 Tomasz Śpiewak (w którego zespole grał m.in. saksofonista Przemysław Gwoździowski).
Organizacyjnie w latach 1959-1966 kabaret stanowił Scenę Literatów i Aktorów "Wagabunda" podlegającą Wojewódzkiemu Przedsiębiorstwu Imprez Artystycznych w Szczecinie, w czasie kiedy jego dyrektorem był Jacek Nieżychowski.

## Programy
- I: Kult śmiesznostki (1956)
- I': Odwiedzinki u rodzinki (1957; na potrzeby występów w USA i Kanadzie)[1]
- II: Wszystkiego lepszego
- II': Gwiazdy znad Wisły (1958; na potrzeby występów w USA i Kanadzie)[1]
- III: Żartostopem przez świat (1959)
- IV: Wariackie papiery (1960)
- V: Szkoła odmowy
- VI: Dedykujemy Państwu (1963)

Koegzystencja – wykonanie zespołowe
Co to za mąż – wykonanie: Lidia Wysocka
Domek Ani – wykonanie: Lidia Wysocka, słowa: Jeremi Przybora
Majsterek – wykonanie: Lidia Wysocka, słowa: Jeremi Przybora
Miłość brałam lekko – wykonanie: Maria Koterbska, słowa: Jeremi Przybora
Nikt cię nie wzywał – wykonanie: Maria Koterbska, muzyka: Adam Markiewicz, słowa: Andrzej Rumian
A gdy kłamią pierwszy raz – wykonanie: Mariusz Gorczyński, słowa: Bułat Okudżawa
Reklamacja – wykonanie: Bogumił Kobiela, tekst: Stefania Grodzieńska
Taka sobie akustyka – wykonanie: Bogumił Kobiela, tekst: Andrzej Bianusz
Jestem jak jestem – wykonanie: Lidia Wysocka, tekst: Bobrowski, Budzyński
Transakcja – wykonanie: Bogumił Kobiela, Mieczysław Czechowicz, tekst: Jeremi Przybora
...
- VII: Śmiejmy się z nas (1967)

Ballada o żołnierzyku – muzyka i wykonanie: Tadeusz Chyła, słowa: Andrzej Waligórski
Ballada o straszliwej rzezi – muzyka i wykonanie: Tadeusz Chyła, słowa: Andrzej Waligórski
Ballada o Józiu – muzyka i wykonanie: Tadeusz Chyła, słowa: Andrzej Waligórski
...